# Johan Kras
Johannes (Johan) Kras (Ammerzoden, 7 augustus 1877 - 1970) was de oprichter van Kras Reizen, inmiddels onderdeel van TUI Nederland.
Kras, zoon van landbouwer Adrianus Kras en Wilhelmina Merkx, onderhield met paard en wagen een lijndienst tussen Ammerzoden en 's-Hertogenbosch.. In 1922 schakelde hij over van paard en wagen naar de autobus en hiermee werd de grondslag gelegd voor de latere reisorganisatie Kras Reizen.
Na de Tweede Wereldoorlog bouwde Kras het bedrijf uit in de richting van groepsvervoer en reizen voor toeristen. Na het overlijden van Kras, werd het bedrijf als familiebedrijf voortgezet door zijn zoons, maar in de jaren tachtig van de 20e eeuw deden zij het bedrijf van de hand. In 1996 kwam 40% van de aandelen in handen van Arke en vanaf 1999 is Kras geheel opgenomen in TUI Nederland.